# 네로 극장
네로 극장(라틴어: Theatrum Neronis)은 서기 54년~68년경 로마 황제 네로가 이탈리아 로마에 세운 개인 극장이다. 한동안 문학 작품에서만 소개되었으나, 2020년 현장 발굴 과정에서 유적이 처음 발굴되었다. 로마 특별고고학감독국의 주도로 2023년까지 발굴 조사가 진행되었으며 유적 발견 소식도 이때 세상에 알려졌다.

## 위치
이탈리아 로마의 테베레강 우안 지대의 평원이었던 아게르 바티카누스 내에 있었으며, 대(大) 아그리파의 별장이었던 호르티 아그리피나이에 속했다. 대 아그리파는 네로 황제의 할머니이기도 하다. 발견된 유적의 현재 위치는 보르고 리오네의 비아 델레 콘칠리아치오네와 보르고 산토 스피리토 사이에 있는 르네상스기 건축물인 페니텐치에리궁 (로베레궁) 안뜰이다.

## 역사

### 제정 시기
네로 황제가 개인용 극장을 두었다는 사실은 가이우스 플리니우스 세쿤두스의 기록이 유일하고, 그 밖에 수에토니우스와 타키투스가 암묵적으로 언급하고 있다. 플리니우스에 의하면 네로 황제는 자신의 개인 극장 (theatrum specifice)에 전 집정관의 소장품을 압수해 전시했다고 한다. 또한 폼페이우스 극장에서 네로 황제가 대중 앞에서 독창 공연을 리허설하는 데도 사용했으며, 어찌나 컸는지 극장이 사람들로 가득 차면 네로 황제의 허영심이 만족할 정도였다고 한다.
수에토니우스는 네로니아라는 축제 기간 동안에 네로 황제가 별장 (in hortis)에서 본인을 공연하겠노라고 전하는데 이는 곧 네로의 개인극장을 암시한다. 마지막으로 타시투스는 루디 주베날레스 (Ludi Juvenales)라는 축제 기간 동안 네로 황제가 '집이나 별장에서' (per domum aut hortos) 노래를 불렀다고 하는데 이 역시 개인극장을 암시하고 있다.
한편으로 서기 64년 네로가 로마의 대화재를 감상한 장소로 타키투스가 언급한 '도메스티카 스카이나' (domestica scaena)라는 장소가 에스퀼리노 언덕에 있는 가이우스 마이케나스의 탑이 아니라 개인극장을 가리킨다는 설도 제기되고 있다. 가이우스 마이케나스 탑은 화재 현장 한복판에 있는 반면, 개인극장은 티베르강 건너 오른편 지대에 놓여 있어 현장에서 멀리 떨어져 있기 때문에, 훨씬 안전하게 구경할 수 있었으리라는 추측이다. 네로가 사망하고 2세기 초에는 건축자재로 쓰기 위해 극장을 부숴 해체하였는데, 이는 발굴 현장에서 발견된 다섯 개의 대리석 기둥을 통해 입증되었다.

### 중세와 현대
네로의 극장은 12세기 중반에 출간된 로마 순례객을 위한 안내서, <미라빌리아 우르비스 로마이> (Mirabilia Urbis Romae)에서 마지막으로 언급됐다. 여기서 네로의 극장은 카스텔룸 크레스켄티 (Castellum Crescentii), 오늘날의 산탄젤로성 근처에 위치해 있다고 언급한다. 문헌상의 기록은 이 때가 마지막이지만, 지층 조사를 통해 이곳에서 로마 공화정 후기부터 중세 후기였던 15세기까지의 유물이 발견되었다고 전해졌다. 특히 중세 시대에 네로 극장 일대는 베드로 성지를 앞두고 순례객이 머무는 곳으로서 관련 활동과 수공예품 유통이 이뤄지는 곳이었는데, 묵주 제작을 위한 주형틀, 악기와 가구의 경첩, 주전자, 예배용 및 도기재료용으로 쓰인 유리 성배, 순례객 휘장 두 점 (루카의 성면 / 노트르담 드 로카마두르)이 발굴된 것이 그 증거다. 도로망의 흔적도 여럿 발견되었는데, 이곳으로부터 산탄젤로 다리가 티베르강을 건너 하류 방면으로 닿는 지점인 '포르투스 마이오르' (Portus Maior)로 이어지던 도로로 비정되었다.
1480년경에는 도메니코 델라 로베레 추기경이 네로의 극장 터에 현존하는 로베레궁을 지으면서 지금에 이른다. 설계 담당은 바초 폰텔리가 맡은 것으로 추정된다.
이후 2020년 로마 유적 특별 고고학 감독국의 지시에 따라 시작된 발굴 작업 중에 유적이 발견되었다. 이 같은 사실은 2023년 7월 27일 로마 감독국장 다니엘라 포로(Daniela Porro)가 발표하였다.

## 건축
유적이 발견된 곳은 르네상스 양식의 로베레궁 (Palazzo della Rovere)으로, 뒷뜰 지하에서 오푸스 라테리시움 (opus latericium)으로 된 구조물 두 개가 발견되었다. 주랑으로 둘러싸인 노천 뜰을 굽어보는 위치에 있었으며, 현장에서 발견된 벽돌에 찍힌 다리 형상의 도장을 통해 그 연대를 율리우스-클라우디우스 왕조 시기로 추정할 수 있었다.
첫 번째 구조물은 평면상으로 반원형을 띄고 있으며, 방사형 입구와 계단, 벽이 달려 있다. 관객 좌석을 놓을 자리로 쓰이는 카에바 (caeva)로 식별된다. 스카이나이 프론스 (scaenae frons)는 서쪽을 향하고 있으며 장식 기구는 이오니아 양식으로 꾸며졌다. 유적의 특성상 도무스 우레아의 사례처럼 흰색 대리석과 유색 대리석으로 마감하고 금박으로 덮인 스투코로 꾸몄을 가능성이 제기된다. 이와는 반대로 두번째 구조물은 첫번째 것과 수직선상으로 배치되어 있어, 공연 기능용으로 쓰인 공간으로서 세트장과 의상 창고로 기능했을 것으로 추정된다.